# Fotografia etica
La fotografia etica è un insieme di regole etiche per il fotogiornalismo. Queste regole sono dettagliate nelle indicazioni fornite da alcuni associazioni e agenzie fotografiche.
Lo scopo delle regole di fotografia etica è quello di indicare come fare fotogiornalismo in modo equo, equilibrato e imparziale, anche in situazioni o contesti difficili.

## Antecedenti
A fine Ottocento il cronista del quotidiano New York Times, Jacob Riis, scelse di illustrare con la fotografia la vita dei diseredati delle città degli anni ottanta dell'Ottocento e segnalò all'opinione pubblica americana la drammatica situazione nei bassifondi nel suo libro How the other half lives. La sua testimonianza fu così efficace da provocare l'intervento delle autorità.
Nell'ambito sociale e giornalistico, l'uso della fotografia si sviluppò soprattutto negli Stati Uniti all'inizio del ventesimo secolo. Qui la fotografia trovò un ambiente fertile. I giovani fotografi statunitensi avvertivano l'esigenza di documentare gli avvenimenti attraverso le foto e vi si dedicavano con grande entusiasmo.

## Contesto etico e legale
Un problema importante che i fotografi etici si trovano ad affrontare è decidere quale sia il modo eticamente corretto per fotografare una determinata situazione. Spesso il problema è collegato a storie drammatiche, in cui si deve decidere per esempio quali fotografie sono troppo violente per essere mostrate al pubblico.
Nel 1973 Susan Sontag sosteneva che immagini traumatiche provocano un effetto di paralisi a causa del senso di impotenza dello spettatore, ma aiutano a capire ciò che sta accadendo nella realtà.
Inoltre, i fotografi devono rispettare le leggi che riguardano il diritto alla riservatezza della vita privata (privacy) o anche il diritto alla dignità della persona umana. 
Gli esseri umani vengono a volte fotografati senza la loro conoscenza e il loro consenso, o viceversa chiedono di essere compensati per la pubblicazione delle foto, soprattutto quando queste riguardano un argomento controverso. Le regole della fotografia etica servono a indicare i comportamenti ritenuti ammissibili o non ammissibili in queste situazioni.

## Manipolazione fotografica
Nella fotografia etica è vietata la manipolazione fotografica, cioè l'alterazione dell'immagine e del suo significato. Anche il lavoro di post-produzione dovrebbe concentrarsi solo sulla correzione di problemi tecnici: colore, esposizione, bilanciamento del bianco, latitudine e nitidezza.
L'emergere della fotografia digitale offre opportunità completamente nuove per la post-produzione, la riproduzione e la trasmissione delle immagini e ha complicato molte delle questioni etiche connesse. Brian Walski, fotografo statunitense del Los Angeles Times, per esempio, fu accusato di aver compiuto una grave violazione dei codici etici della fotografia mentre documentava la guerra in Iraq del 2003: al fine di ottenere una foto da "prima pagina", aveva unito in fase di post-produzione elementi di due immagini per crearne una terza, alterando così la realtà dei fatti. La foto era stata pubblicata in prima pagina, ma il trucco venne smascherato e il fotografo venne immediatamente licenziato.

## Codice etico
Spesso, i conflitti etici possono essere mitigati o migliorati dalle azioni di un sub-editore o di un editor di immagini, il quale assume il controllo di queste ultime.
La National Press Photographers Association (NPPA), fondata nel 1946, punto di riferimento per i fotografi americani e di tutto il mondo, ha un codice etico (1991) che fornisce diverse indicazioni ai fotografi:
1. rappresentate i soggetti in maniera fedele ed esauriente;
2. resistete all'opportunità di costruire una foto;
3. siate esaurienti e contestualizzate i soggetti che fotografate o filmate. Evitate di stereotipare gruppi e individui. Sappiate riconoscere i vostri pregiudizi ed evitate di presentarli nel vostro lavoro;
4. trattate ogni soggetto con rispetto e dignità. Abbiate particolare considerazione per i soggetti più vulnerabili e abbiate compassione per le vittime di crimini o tragedie. Intromettetevi in momenti privati di dolore solo laddove vi sia una necessità imperativa e giustificabile di mostrare quelle immagini al pubblico;
5. quando fotografate non contribuite intenzionalmente ad alterare, tentare di alterare o influenzare gli eventi;
6. la post-produzione deve mantenere l'integrità del contenuto e del contesto delle immagini fotografiche. Non manipolate le immagini o aggiungete o alterate il suono in qualsiasi modo che possa fuorviare il pubblico o falsare i soggetti ripresi;
7. non pagate fonti o soggetti e non compensateli materialmente per le informazioni che vi forniranno o per la loro partecipazione;
8. non accettate doni, favori o alcun tipo di compenso da chi potrebbe voler influenzare il vostro lavoro;
9. non sabotate intenzionalmente il lavoro di altri giornalisti;
10. mantenete elevati standard di comportamento in tutte le interazioni professionali.

## Festival della fotografia etica
Il Festival della fotografia etica è una manifestazione che si propone di mostrare al pubblico contenuti di grande rilevanza etica attraverso la fotografia promuovendo la stessa come strumento di conoscenza e di approfondimento delle tematiche proposte. 
La manifestazione nasce da un'idea del Gruppo Fotografico Progetto Immagine in collaborazione con il Comune di Lodi e nel 2020 è giunta all'XI edizione con il coinvolgimento e il sostegno del Comune di Codogno (primo comune italiano a diventare zona rossa a causa del COVID-19). Attraverso la collaborazione con Roma Fotografia è stato raccontato in quell'occasione, attraverso scatti fotografici, l'impatto che il virus ha avuto sul pianeta e sulla società.